# HA-19
Le HA-19 (également connu sous le nom de Japanese Midget Submarine "C" par l'United States Navy) est un sous-marin de poche de la marine impériale japonaise de type A de la Classe Kō-hyōteki qui faisait partie de l'attaque japonaise sur Pearl Harbor le 7 décembre 1941. L'équipage du sous-marin reçoit l'ordre d'entrer dans Pearl Harbor, d'attaquer les navires de guerre américains amarrés avec ses deux torpilles puis de se saborder avec des explosifs. Cependant, l'équipage n'a pas pu entrer dans le port en raison de difficultés de navigation, et le sous-marin s'est échoué et a été capturé par les forces américaines.
HA-19, en tant que navire musée est maintenant exposé au Musée national de la guerre du Pacifique à Fredericksburg au Texas.

## Historique

### Attaque de Pearl Harbor

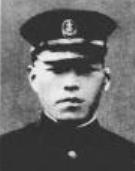
Kiyoshi Inagaki.

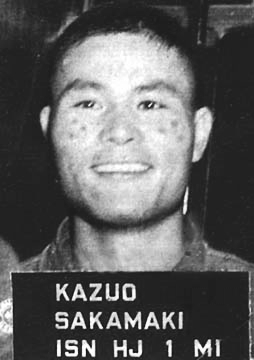
Kazuo Sakamaki.

En novembre 1941, HA-19 faisait partie du Kidō Butai (1ère flotte aériene), transporté par le croiseur sous-marin de Type C I-24, son vaisseau mère, du Kamegakubi Naval Proving Ground. Son équipage de deux hommes était composé de l'enseigne Kazuo Sakamaki et de l'adjudant-chef Kiyoshi Inagaki.
A 03h30 le 7 décembre 1941, HA-19 a été lancé depuis l'I-24 avec un gyrocompas défectueux. L'équipage avait quatre heures et demie pour atteindre Pearl Harbor et a tenté de fixer sa trajectoire en route.
HA-19 s'est approché de l'entrée du port, mais affaibli par le dysfonctionnement du compas, il a heurté un récif à trois reprises et s'est échoué sur le côté droit de l'entrée à 08h00. Alors que l'attaque principale était en cours, le sous-marin échoué a été repéré à 08h17 par l'USS Helm. Inagaki a plongé le sous-marin, et quand il a refait surface à 08h19, le destroyer l'a repéré à nouveau et a tiré, manquant mais faisant exploser un récif près du HA-19, faisant perdre connaissance à Sakamaki. Inagaki a plongé une fois de plus pour s'échapper.
Lorsque Sakamaki a repris connaissance, l'équipage a fait une autre tentative pour entrer dans le port. L'échouement avait endommagé le navire, ce qui l'empêchait de tirer une de ses torpilles. HA-19 s'inondait lentement et les batteries dégageaient des fumées au contact de l'eau de mer. Tentant d'entrer dans le port, ils ont de nouveau heurté le récif et ont fait marche arrière pour une autre tentative. Lors de l'essai suivant, il s'est à nouveau échoué, mais s'est libéré après avoir ajusté le lest. Lors de la dernière tentative, HA-19 était armé de charge de profondeur[pas clair], ce qui l'a empêché de tirer l'autre torpille et endommagé le périscope.
L'équipage a décidé d'abandonner l'attaque et de retourner sur l'I-24 près de Lanai. Les fumées dégagées par les batteries les ont finalement endormis et HA-19 a été emporté par les courants. L'équipage s'est réveillé pour découvrir qu'il faisait nuit, et ils ont prévu d'échouer le sous-marin à Waimanalo Beach, Hawaii. Le moteur étant mort, il s'est échoué sur un récif au large. Sakamaki a ordonné à Inagaki d'abandonner le navire pendant qu'il mettait en place la charge explosive de sabordage et a emboîté le pas. La charge n'a pas explosé, probablement après avoir été immergée dans l'eau de mer. Sakamaki a réussi à nager à travers les vagues jusqu'au rivage où il s'est effondré et a été capturé le lendemain; cependant, Inagaki s'est noyé et son corps s'est échoué le lendemain.

### Capture

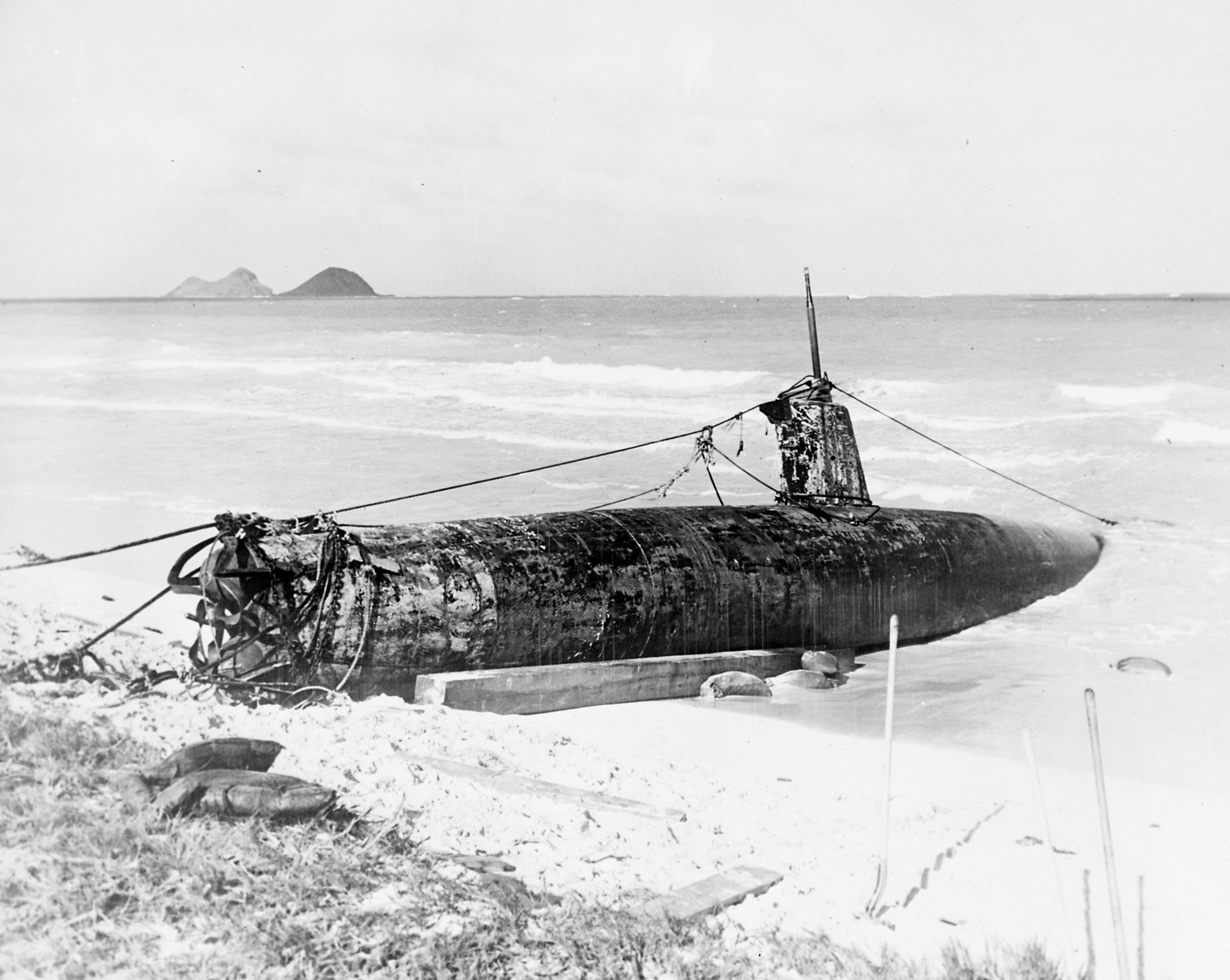
HA-19 transporté à terre à Waimanalo

HA-19 a reçu la désignation américaine de « Midget C », la troisième lettre de l'alphabet, étant le troisième sous-marin de poche repéré par les forces américaines. Le 8 décembre 1941, le HA-19 abandonné a été bombardé par des avions de l'armée américaine. Les bombes l'ont raté et il s'est libéré sur la plage[Quoi ?]. Dans les jours qui ont suivi l'attaque, il a été retiré de la mer à l'aide d'un tracteur de l'armée. HA-19 a été démonté en trois parties, et cette caractéristique a été utilisé pour le démonter sans détruire le navire. Il a été transporté à la base sous-marine navale de Pearl Harbor et examiné, fournissant des données techniques et divers documents. Il a été déterminé que la plupart des dommages du HA-19 était le résultat des multiples échouements.

### Exposition

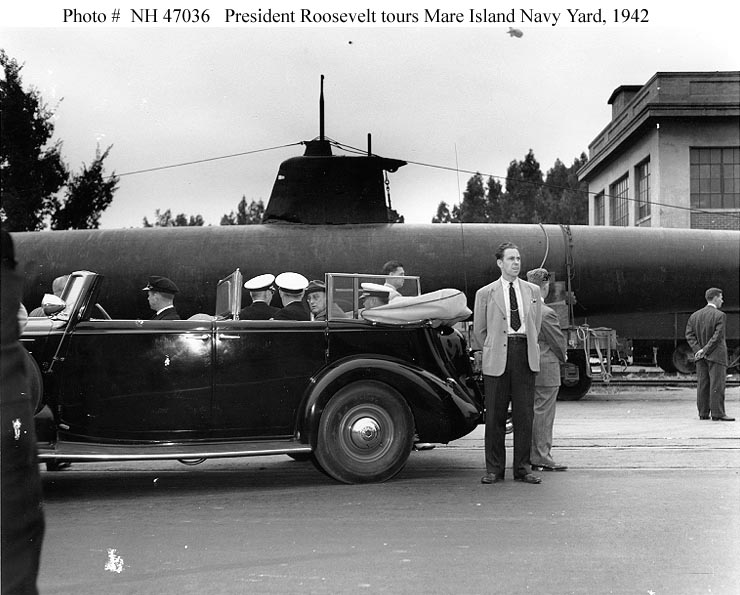
HA-19 en tournée d'obligations de guerre à Mare Island Navy Yard, 1942

HA-19 a été envoyé sur le continent américain en septembre 1942 où il a effectué des tournées d'emprunt d'État. Il se trouvait à Navy Pier à Chicago à la fin de la guerre.
Le 20 janvier 1947, HA-19 a été exposé à l'extérieur à la base navale de Key West, à Key West, en Floride. Le 2 décembre 1964, il a été prêté au Key West Art and Historical Association et a été déplacé vers une exposition en plein air au phare de Key West et Military Museum adjacent. Le 30 juin 1989, HA-19 a été inscrit sur le registre national des lieux historiques, et a été déclaré monument historique national des États-Unis.-

### Préservation

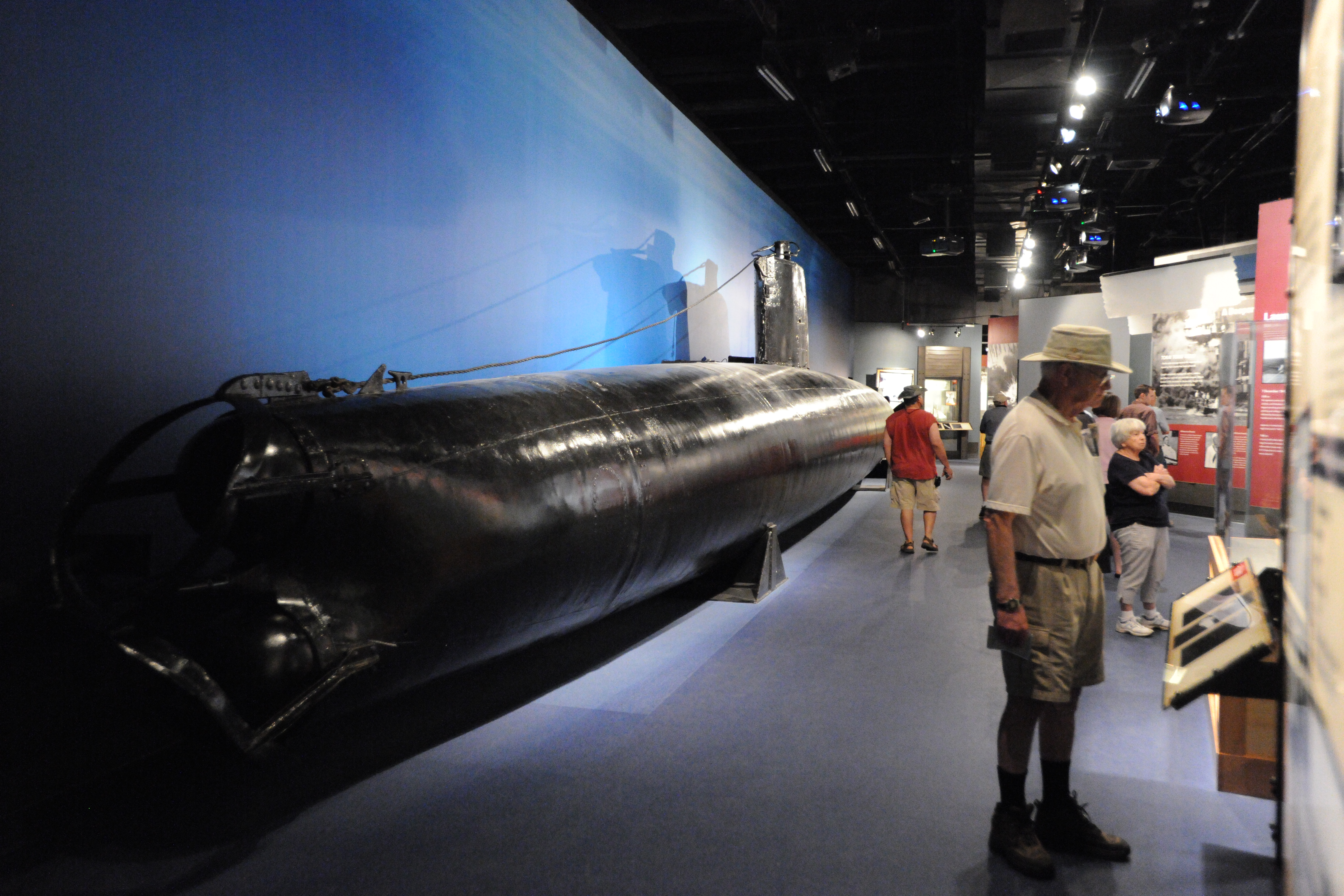
HA. 19 au Musée national de la guerre du Pacifique

En 1990, l'association administrant le musée de Key West a décidé de transformer ses installations en un musée exclusivement dédié au phare et a commencé à se départir de ses collections militaires. En 1991, HA-19 a été déplacé à Fredericksburg, au Texas, pour faire partie du Musée national de la guerre du Pacifique sur le site historique d'État de l'amiral Nimitz. La même année, Sakamaki a assisté à une conférence historique au musée et a retrouvé son sous-marin.